# Omdurman

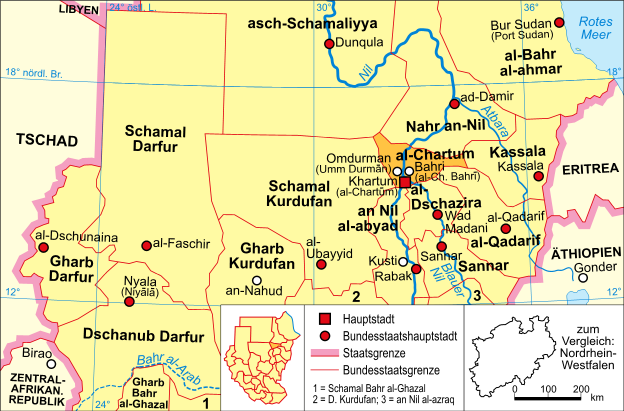
Omdurman im Bundesstaat al-Chartum

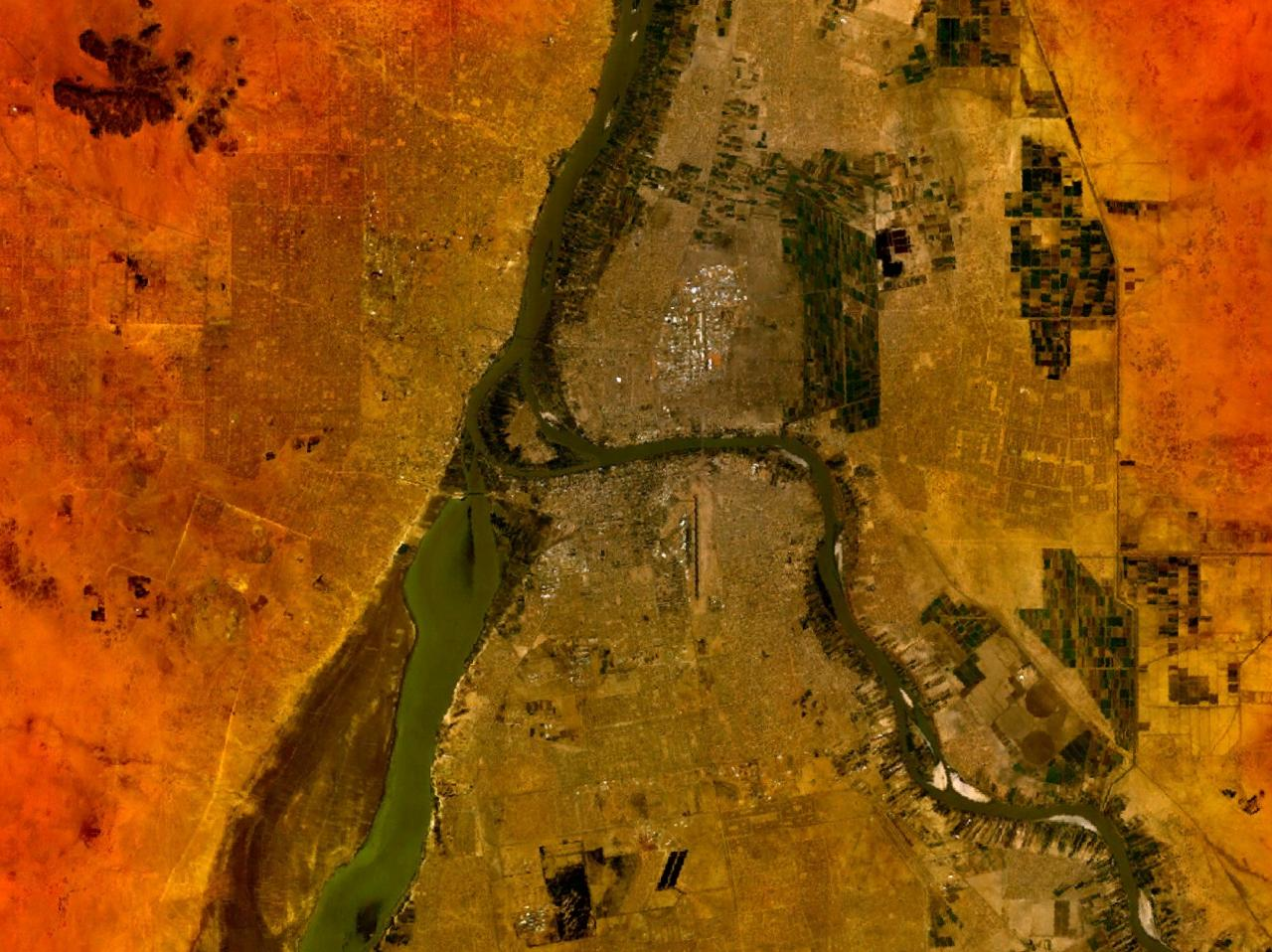
Satellitenbild. Links unten der Weiße Nil, rechts der Blaue Nil mit al-Chartum Bahri im Norden und Khartum im Süden. Im Westen Omdurman. Am Zusammenfluss in der Mitte die Tuti-Insel

Omdurman (arabisch أم درمان Umm Durmān; Alternativschreibung Umm Durman) ist eine Stadt im sudanesischen Bundesstaat al-Chartum und die größte Stadt des Landes.
Mit der Hauptstadt Khartum und der Stadt al-Chartum Bahri bildet sie, getrennt durch den Nil, der hier zusammenfließt, eine über mehrere Brücken verbundene Dreistadt. Anders als im wirtschaftlich prosperierenden Geschäftsviertel von Khartum liegen in Omdurman überwiegend Wohnquartiere.
Die Stadt hat seit ihrer Gründung durch den Mahdi Muhammad Ahmad ihre eigene Tradition. Sie fungiert als religiöses Zentrum des Landes. Unter anderem beherbergt sie die Islamische Universität Omdurman, und verschiedene Sufi-Bruderschaften (Tariqas) sind hier aktiv.

## Lage
Die Dreistadt gruppiert sich um den Zusammenfluss des Blauen und des Weißen Nils, wobei Omdurman am westlichen linken Ufer des Weißen und des vereinten Nils liegt. Chartum und al-Chartum Bahri sind östlich des Weißen bzw. vereinten Nils gelegen: Chartum südlich und Bahri nördlich des Blauen Nils. Nördlich des Zusammenflusses breitet sich Wüste aus, im Süden zwischen dem Blauen und dem Weißen Nil die fruchtbare Dschazira-Ebene.

## Bevölkerung
Omdurman ist die größte Stadt des Sudan mit 2.805.396 Einwohnern (Berechnung 2012).
Bevölkerungsentwicklung:
| Jahr              | Einwohner |
| ----------------- | --------- |
| um 1890 (k. A.)   | 150.000   |
| 1909 (Zensus)     | 42.779    |
| 1956 (k. A.)      | 113.600   |
| 1973 (Zensus)     | 299.399   |
| 1983 (Zensus)     | 526.284   |
| 1993 (Zensus)     | 1.271.403 |
| 2012 (Berechnung) | 2.805.396 |

## Entstehung
Die Gegend der heutigen Stadt Omdurman war seit der Jungsteinzeit zu verschiedenen Zeiten zumindest sporadisch besiedelt. Der Heilige Hamad wad umm Maryam (ca. 1645 – ca. 1730) soll sich mit seinen Anhängern dort für einige Zeit niedergelassen haben. Erstmals namentlich ist Omdurman als Siedlung auf einer Karte verzeichnet, die William George Browne 1799 in seiner Reisebeschreibung veröffentlichte. Der Name ist eine Korruptele von Oum Dom und bedeutet Mutter der Doumpalmen. Die ersten zeitgenössischen Beschreibungen während der ägyptischen Herrschaft ab 1821 beschreiben Omdurman als unbesiedelt. Später werden kleinere Siedlungen erwähnt, die von Stammesangehörige der Ja'alin und der Fitihab gegründet wurden. William Hicks ließ im Jahre 1883 dort als Befehlshaber eines ägyptischen Expeditionsheeres ein Fort errichten. Im Zuge der Belagerung von Khartum verlegte Muhammad Ahmad sein Lager 1884 nach Omdurman. Das ägyptische Fort kapitulierte vor den Mahdisten am 15. Januar 1885. Nach dem Fall von Khartum zwei Wochen später blieb Omdurman persönlicher Sitz von Muhammad Ahmad, wobei sich die mahdistische Administration auf beide Orte verteilte. Sein Nachfolger Abdallahi ibn Muhammad gab im Jahr 1886 Khartum auf und erklärte Omdurman zur Hauptstadt. Dies hatte strategische Gründe: Ein feindlicher Angriff drohte vom Norden über den Nil. Allerdings war Khartum zum Nil hin offen und die Befestigungen stattdessen gegen die südliche Wüste gerichtet. Omdurman hingegen konnte bei einer nilseitigen Bedrohung aus Kordofan unterstützt werden. Nach zeitgenössischen Angaben siedelten sich in kurzer Zeit 150.000 Menschen entlang des Nilufers an. Diese lebten in einfachen Hütten aus Stroh und Lehm. Viele waren Stammeskrieger, die Abdallahi um sich wissen wollte, um schnell auf Bedrohungen reagieren zu können. Die Stadt war in nach Stämmen und Nationalitäten getrennte Viertel geteilt. Die ersten Ziegelbauten wurden von der Elite des Mahdi-Staats errichtet. Bemerkenswerte Bauten aus der Zeit der Mahdi-Herrschaft, die bis 1898 andauerte (Schlacht von Omdurman), sind das Grab des Mahdi und das Tor von Abdel Gayum.

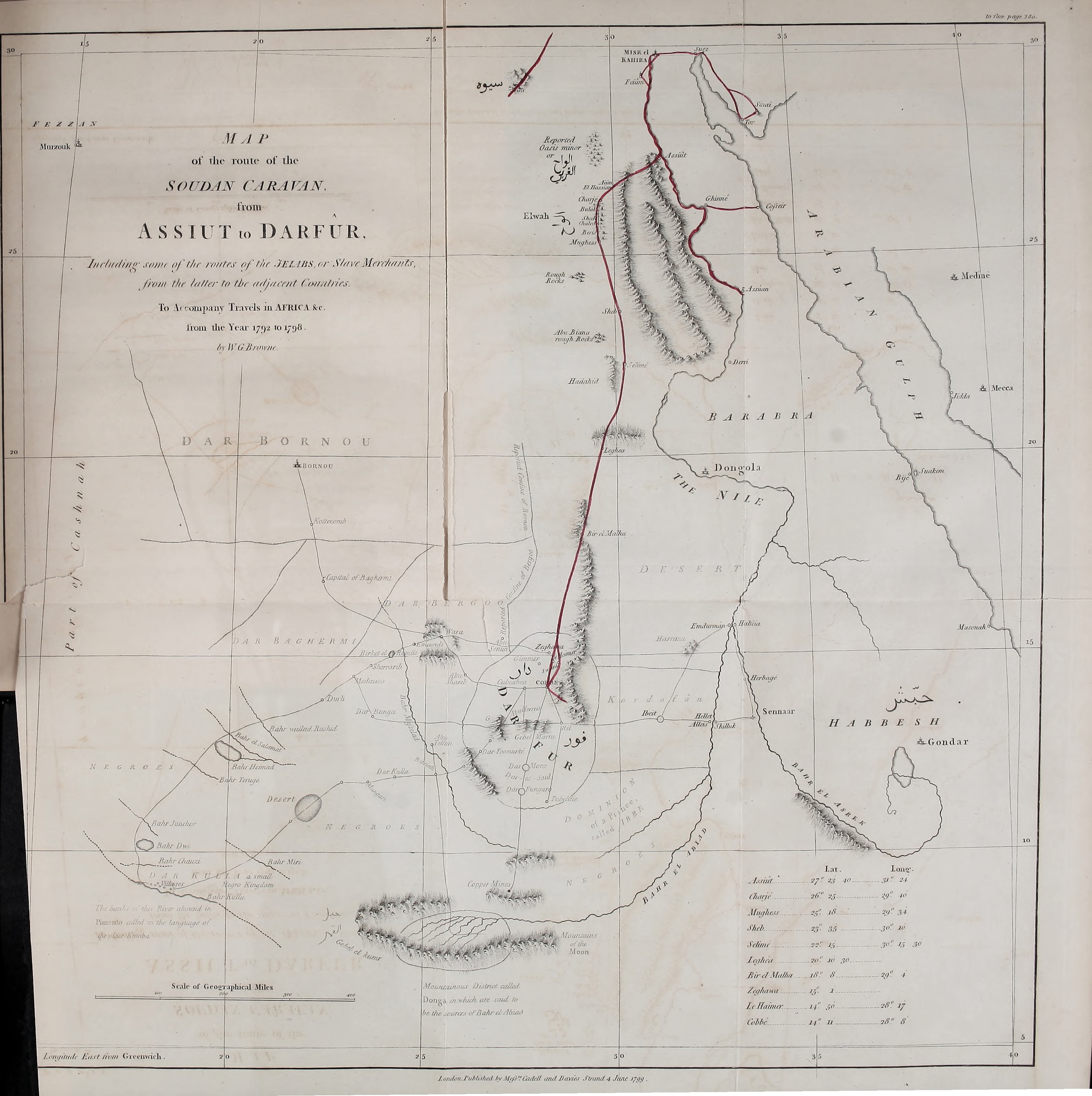
Erste namentliche Erwähnung Omdurmans auf einer Karte aus dem Jahre 1799.
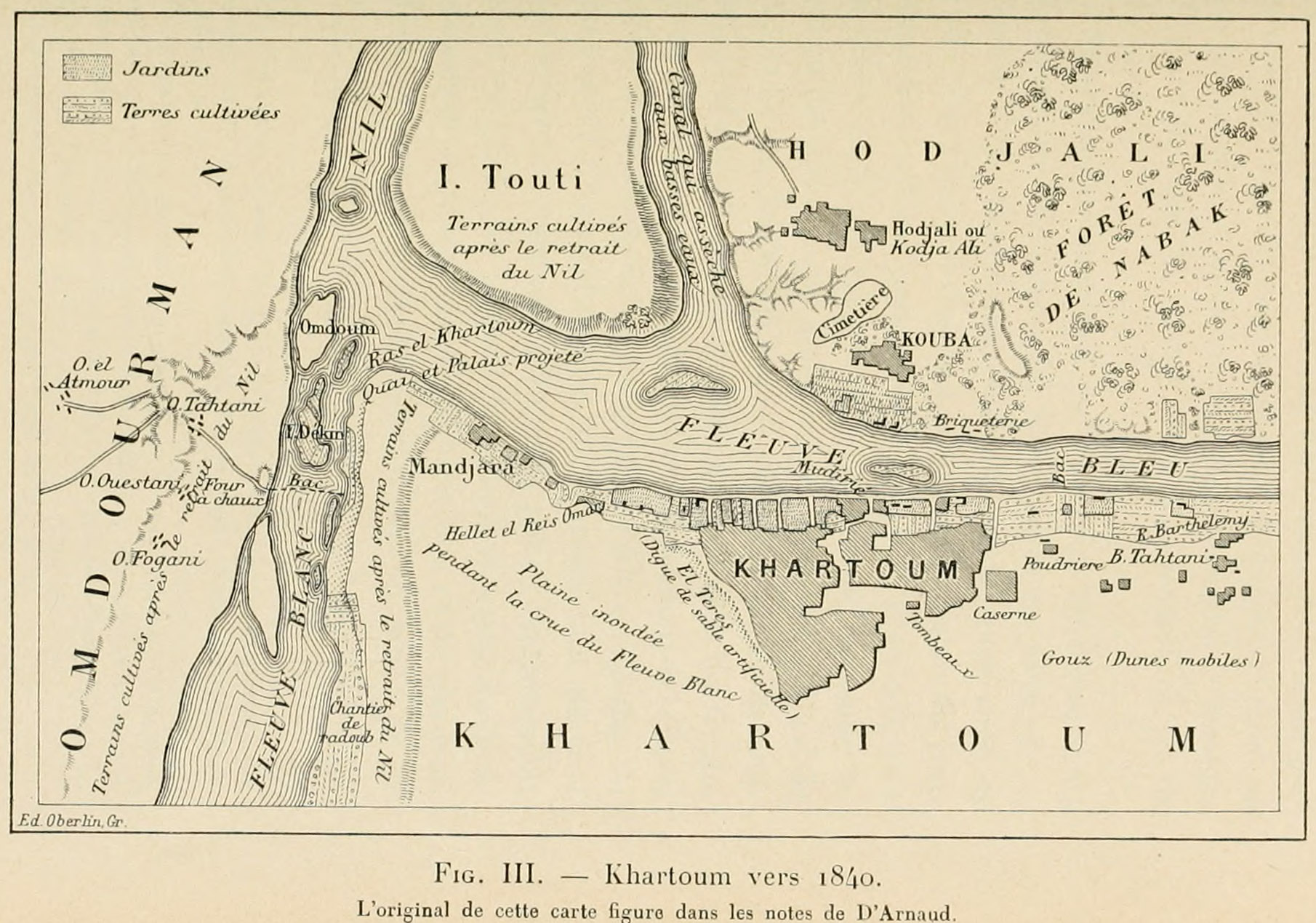
Khartum und Omdurman um 1840: Die Karte zeigt vier kleine Siedlungen in Omdurman.

## Stadtbild
Erst 1928 wurde die erste Verbindungsbrücke nach Khartum gebaut. Heute ist die Stadt durch zwei Brücken mit Khartum verbunden. Die sogenannte Alte Omdurman-Brücke, eine Bogenbrücke, stand erst in Indien, ehe sie von den Briten in den Sudan gebracht und dort wieder aufgebaut wurde. Eine weitere Brücke, Schambat-Brücke genannt, verbindet Omdurman mit der Stadt al-Chartum Bahri.
Das Zentrum bildet der Suq Omdurman, der größte Markt des Landes, an dem auch die Hauptmoschee liegt. In Omdurman finden sich eine Reihe von Universitäten und Krankenhäusern und weiteren Märkten wie dem Suq Libia und dem Suq al-Shabi. Nicht weit von der "neuen Brücke" nach Khartum und der großen Parlamentshalle steht der moderne Bau der "Nilein Moschee". Die in weiß gehaltene "Moschee der zwei Nile" (so die wörtl. Übersetzung des Namens) hat eine prismaförmigen Kuppel und gilt als Wahrzeichen Omdurmans.

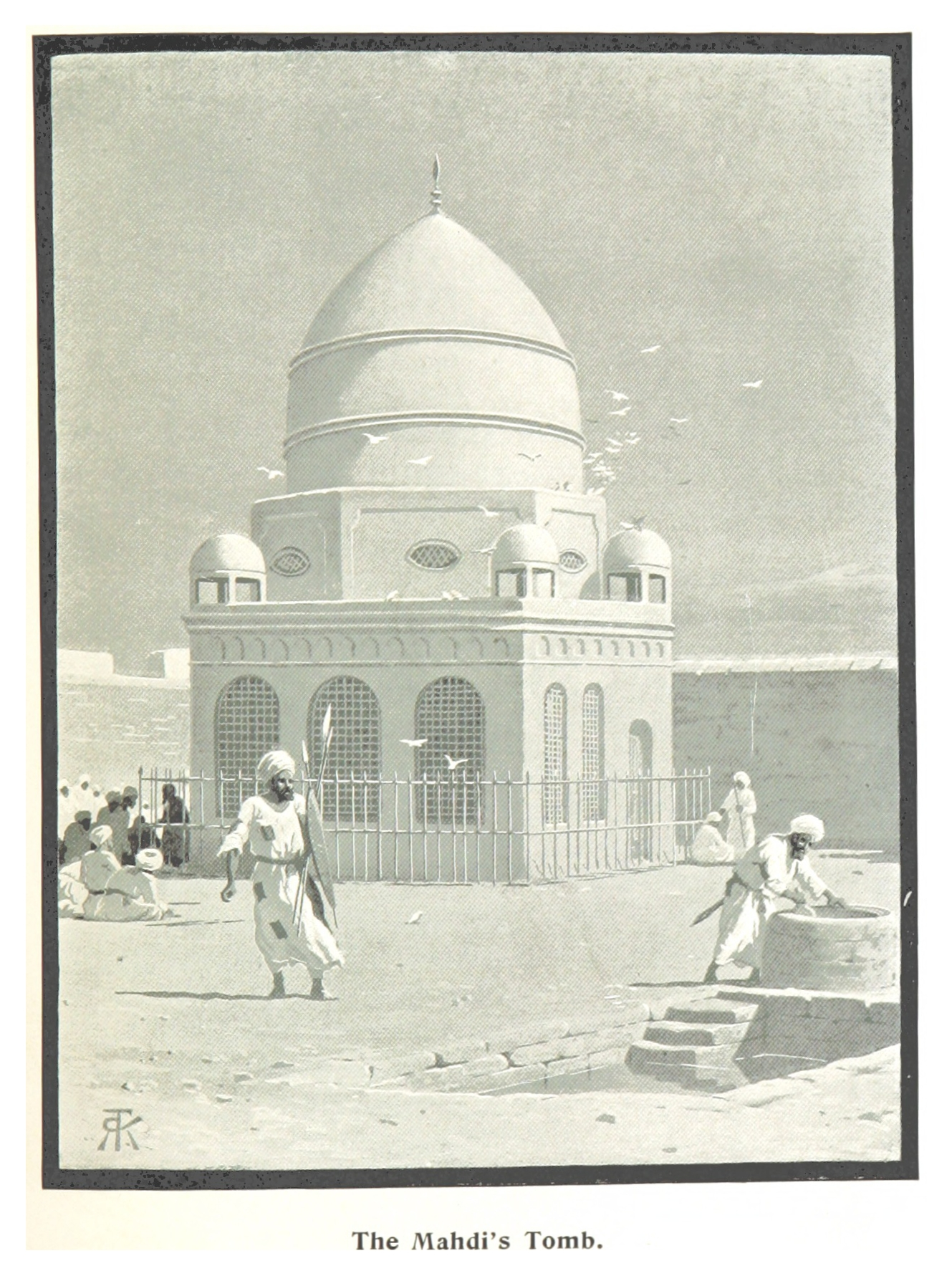
Das Grab des Mahdi – 1895

Daneben gibt es ein Repräsentationszentrum aus den Zeiten des Mahdi Muhammad Ahmad, als Omdurman Hauptstadt war. So findet sich ein großer für Versammlungen angelegter Platz vor der zweitürmigen Khalifa-Moschee mit ihrer silbernen Kuppel und dem Grab des Mahdi, einem gelben kastenförmigen Gebäude mit ebenfalls versilberter Kuppel. Bereits im Vorfeld der Schlacht wurde Omdurman durch die Geschütze der Kanonenboote beschossen und dabei das Grab Muhammad Ahmads beschädigt. Wie man dem Bericht Winston Churchills über den Feldzug gegen das Reich des Mahdi entnehmen kann, ließ der britische Feldherr Kitchener das Grabmal bis auf den Boden abreißen und die Leiche des Mahdi ausgraben. Danach wurde der Kopf vom Leib getrennt und der Rumpf in den Nil geworfen. Erst später wurde von britischer Seite die Wiederbestattung des Kopfes in Wadi Halfa angeordnet. Direkt neben dem Grab steht das Haus des Khalifa, ein Museum, in dem Relikte aus der Zeit des Mahdi-Aufstands und der Besatzerzeit, unter anderem eines der ältesten Automobile der Welt, zu sehen sind.
Eine Vielzahl von Moscheen prägt das Bild der weiten Fläche der Stadt. Im Viertel Al-Masalam nördlich des zentralen Marktes gibt es eine große zweitürmige koptische Kirche, und in Al-Mulazmeen gibt es die Kirche einer amerikanischen Mission. Auch die Radio- und Fernsehstation des Landes findet sich in Omdurman, im reicheren Stadtteil Al-Mulazmeen, direkt am Nil. Anders als in Khartum und al-Chartum Bahri sind die Nebenstraßen in Omdurman zumeist unbefestigt. Auf ihnen finden sich vornehmlich PKW, Busse und Minibusse, Esel- und Pferdekarren, motorisierte Rikschas, Fußgänger und einige Fahrradfahrer.
Weiter gibt es u. a. ein paar Restaurants am Nil oder in den Stadtteilen der reicheren Bevölkerung und sogenannte Clubs, in denen Platz für die großen Hochzeitsfeiern und andere Feierlichkeiten ist. Es gibt zwei Fußballstadien und mindestens zwei Kinos. Überall finden sich diverse kleine Läden, Esslokale und mobile Teeküchen entlang der Straßen. Je weiter man sich vom Stadtzentrum entfernt, kommen Obst- und Gemüsestände an der Straße dazu, auf weiten Flächen kann man Friedhöfe sehen. Die Ausläufer der Stadt bilden ärmliche Wohngegenden und Slums. An den Ufern des Nils wird in einem schmalen Streifen Ackerbau betrieben.

## Universitäten
- Ahfad-Universität für Frauen

## Söhne und Töchter der Stadt
- Abd al-Rahman al-Mahdi (1885–1959), Politiker
- Ismail al-Azhari (1902–1969), Politiker
- Abd al-Chaliq Mahdschub (1927–1971), Politiker
- Dschafar an-Numairi (1930–2009), Präsident des Sudan (1971–85)
- Abd ar-Rahman Swar ad-Dahab (1934–2018), Präsident des Sudan (1985/86)
- Sadiq al-Mahdi (1935–2020), Premierminister des Sudan (1966/1967 und 1986–1989)
- Tayba Hassan Al-Sharif (* 1963), Offizier des UNHCHR
- Mohamed Badawi (* 1965), Sprachwissenschaftler, Musiker und Bildungsförderer
- Kola Boof (* 1972), geborene Naima Bint Harith, US-amerikanische Schriftstellerin und Feministin
- Rabah Yousif (* 1986), britischer Sprinter